# Scelidomachus socotranus
Scelidomachus socotranus là một loài nhện trong họ Palpimanidae. Loài này được phát hiện ở Socotra.